# Oleh Veremiyenko
Oleh Veremiyenko est un footballeur ukrainien né le 13 février 1999 à Lviv. Il joue au poste de défenseur au Rukh Lviv.

## Biographie

### En club
Formé au Karpaty Lviv, il est prêté en février 2019 au FC Kalush, en deuxième division, jusqu'à la fin de la saison. 

### En sélection
Avec les moins de 18 ans, il inscrit un but lors d'un match amical contre la Norvège en mars 2017.
Avec les moins de 19 ans, il participe au championnat d'Europe des moins de 19 ans en 2018. Lors de cette compétition qui se déroule en Finlande, il reste sur le banc des remplaçants et ne joue aucun match. Les Ukrainiens s'inclinent en demi-finale face au Portugal.
Par la suite, avec les moins de 20 ans, il dispute la Coupe du monde des moins de 20 ans en 2019. Lors du mondial junior organisé en Pologne, il reste une nouvelle fois sur le banc des remplaçants et ne joue aucun match. Les Ukrainiens sont sacrés champions du monde en battant la Corée du Sud en finale.

## Statistiques
| Saison                | Club                  | Championnat           | Championnat | Championnat | Coupe(s) nationale(s) | Coupe(s) nationale(s) | Compétition(s) continentale(s) | Compétition(s) continentale(s) | Compétition(s) continentale(s) | Total | Total |
| Saison                | Club                  | Division              | M.          | B.          | M.                    | B.                    | Comp.                          | M.                             | B.                             | M.    | B.    |
| 2018-2019             | FK Kalouch            | D3                    | 7           | 0           | 1                     | 0                     | -                              | -                              | -                              | 8     | 0     |
| 2019-2020             | Karpaty Lviv          | D1                    | 6           | 0           | -                     | -                     | -                              | -                              | -                              | 6     | 0     |
| Total sur la carrière | Total sur la carrière | Total sur la carrière | 13          | 0           | 1                     | 0                     | -                              | -                              | -                              | 14    | 0     |

## Palmarès
- Vainqueur de la Coupe du monde des moins de 20 ans en 2019 avec l'équipe d'Ukraine des moins de 20 ans